# Splendrillia basilirata
Splendrillia basilirata is een slakkensoort uit de familie van de Drilliidae. De wetenschappelijke naam van de soort is voor het eerst geldig gepubliceerd in 1990 door Sysoev.